# 튀니지-시칠리아 전쟁
튀니지-시칠리아 전쟁은 1801년 6월부터 1804년 4월까지 발발한 전쟁으로 튀니지와 알제리의 군사적 지원을 받은 튀니지 해적들이 시칠리아 선박을 공격하고 나포한 사건이다. 이런 공격의 주된 목적은 북아프리카에서 아랍 노예 무역 당시 크리스트교도들을 노예로 만들어 무슬림에게 팔기 위함이었다. 사르데냐 왕국, 영국과 연합한 시칠리아군은 알제리-튀니지 연합군을 격퇴하고 1808년까지 아리아나와 라굴레트를 점령했다.